# Xenesthis
A Xenesthis, egy nem a pókok (Araneae) rendjében, négytüdős pókok (Mygalomorphae) alrendjében és a madárpókfélék (Theraphosidae) családjában.
A nem fajai Közép-, és Dél-Amerika északi részén terjedtek el.
Meglehetősen agresszív fajok, leggyakrabban szőrrugdosással védekeznek támadóikkal szemben, utótestük ezért gyakran teljesen kopasz.

## Megjelenésük
Viszonylag nagy termetű, robusztus fajok tartoznak a nembe. Alapszínezetük sötét, a hátpajzson jellegzetes élénk színű csillagmintázat figyelhető meg. Lábfesztávolságuk fajtól függően 16-19 cm, testméretük 7-9 cm.
Sok más madárpókkal ellentétben a kifejlett hímek megtartják színezetüket, sőt gyakran látványosabbak a nőstényeknél is.

## Fajok
A nembe 3 faj tartozik.
- Xenesthis immanis (Ausserer, 1875) - Panamától Venezueláig
- Xenesthis intermedia Schiapelli & Gerschman, 1945 - Venezuela
- Xenesthis monstrosa Pocock, 1903 - Kolumbia